# Голованов, Василий Ярославович
Васи́лий Яросла́вович Голова́нов (23 декабря 1960, Москва — 12 апреля 2021) — российский писатель, эссеист, путешественник и журналист. Сын журналиста, писателя и популяризатора науки Ярослава Голованова.

## Биография
Окончил международное отделение факультета журналистики МГУ. Работал журналистом в центральной советской и российской прессе. Публиковал эссе, статьи, рассказы и повести в журналах «Новая Юность», «Дружба народов» (премия за лучшую публикацию 1997 года), «Знамя», «Октябрь», «Новый мир» (премия за лучшую публикацию 2002 года), в газете «Первое сентября». Книги писал в основном в публицистическом жанре travel literature или травелог (travelogue). Документальные эссе-травелоги и рассказы: «Остров, или Оправдание бессмысленных путешествий» (2002), «Время чаепития» (2004), «Пространства и лабиринты» (2008), «К развалинам Чевенгура» (2013), «Каспийская книга» (2015). В 2010 году выпустил сборник эссе «Сопротивление не бесполезно», в 2018-м — сборник эссе и статей «Анархисты. Нелинейная геометрия революции». Сотрудничал с шоу О.С.П.-студия.
В 1997 году дебютировал книгой «Тачанки с Юга», посвящённой истории махновского движения. В 2008 году выпустил биографию Нестора Махно в серии «Жизнь замечательных людей».
В 2000-е годы выступил одним из российских популяризаторов концепции геопоэтики, выдвинутой шотландским мыслителем Кеннетом Уайтом.
Вместе с Рустамом Рахматуллиным, Андреем Балдиным, Дмитрием Замятиным и примкнувшим к ним позже Владимиром Березиным входил в литературно-исследовательскую группу «Путевой журнал». Самой заметной акцией группы была экспедиция «К развалинам Чевенгура» с участием Голованова, Балдина и Замятина, чьё название стало также названием одной из книг Василия Голованова.
В 2002 году награждён Премией Министерства печати России за лучшую книгу года («Остров, или Оправдание бессмысленных путешествий»). В 2004 году номинирован на Премию имени Юрия Казакова. В 2009 году стал лауреатом премии «Ясная Поляна. XXI век» (за роман «Остров»).

Умер на 61-м году жизни после тяжёлой болезни.